# Willie Lewis
Willie Lewis né le 10 juin 1905 à Cleburne (Texas), mort le 13 janvier 1971 à New York est un clarinettiste, saxophoniste, chanteur et chef d'orchestre de jazz américain.

## Carrière
Après avoir appris la clarinette dans l'orchestre de son école, il débute avec Will Marion Cook et Sam Wooding en 1922 et fait avec ce dernier une longue tournée en Europe de 1925 à 1931. En 1934 il s'installe à Paris où il anime avec son orchestre les soirées du cabaret Chez Florence et se produit en Belgique, Pays-Bas et en Égypte. En 1941 il revient aux États-Unis. Peu à peu il diminue ses activités de musicien. Au début des années 1950 il se produit dans des clubs à New York.

## Discographie
- Willie Lewis the chronological 1932-1936 vol.822 Classics
- Willie Lewis the chronological 1936-1938 vol.847 Classics
- Willie Lewis the chronological 1941 vol.880 Classics

## Source
- André Clergeat, Philippe Carles Dictionnaire du jazz Bouquins/Laffont 1990 p.609